# Calvin Tolmbaye
Ali Calvin Tolmbaye (n. 10 mai 1986, Arad, România) este un fotbalist român care joacă pentru Crișul Chișineu-Criș în Liga a III-a. Acesta deține și cetățenie pentru Republica Centrală Africană, țară pe care a reprezentat-o la nivel internațional.